# Preslav Mantchev
Preslav Mantchev (* 29. Juli 1974 in Sofia) ist ein bulgarischer Balletttänzer und Choreograph.

## Leben
Mantchev absolvierte von 1985 bis 1993 eine Tanzausbildung an der Staatlichen Ballettschule für Choreographie und klassischen Tanz in Sofia, wo er unter anderem Schüler von Peter Koldamov war. Während seiner Ausbildung nahm er an verschiedenen Tanz-Wettbewerben teil.
1989 nahm er am Internationalen Ballettwettbewerb in Paris teil, 1991 am Internationalen Ballettwettbewerb in Lausanne. 1992 war er Finalist und Träger des Sonderpreises der Academie Nationale des Arts Paris beim  Internationalen Ballettwettbewerb in Warna. 1995 war er Finalist bei der Masako Ohia Ballet Competition in Osaka.
Von 1993 bis 1996 war Mantchev Solist an der Nationaloper Sofia. Tourneen führten ihn in dieser Zeit unter anderem nach Deutschland, Österreich, in die Schweiz und nach Zypern.
Von 1996 bis 1999 war Mantchev als Solotänzer am Stadttheater Bern unter der Leitung von Martin Schläpfer engagiert. In dieser Zeit wirkte er in Choreographien von Martin Schläpfer, Hans van Manen, Kurt Joos, George Balanchine, Jim Vincent, Ricarda Regina Ludigkeit, Felix Dumeril mit.
Von 1999 bis 2002 war er Solist beim Ballett Mainz am Stadttheater Mainz, ebenfalls wieder unter der Leitung von Martin Schläpfer, wo er in Choreographien von Martin Schläpfer, Hans van Manen, Nils Christe, George Balanchine, Samuel Wursten, Gisela Rocha, Stijn Celis, Nicolo Fonte, Evelyne Castellino, Nick Hobbs auftrat.
Seit der Spielzeit 2003/2004 ist Mantchev Solist beim Ballett Kiel am Theater Kiel unter der Leitung von Mario Schröder. Dort trat er unter anderem mit großem Erfolg als Bandenchef Bernardo in dem Musical West Side Story von Leonard Bernstein auf.
Häufig tritt Mantchev auch in künstlerischen Projekten auf, die Elemente des Tanzes mit Gesang und Chor verbinden. In der Hamburger Kampnagelfabrik trat er in einem solchen szenischen Projekt 2008 gemeinsam mit dem Rundfunkchor Berlin auf. Außerdem trat Mantchev im April 2009 in dem szenischen Musiktheater Die Geschichte vom Soldaten von Igor Fjodorowitsch Strawinski auf, das ebenfalls verschiedene künstlerische Elemente wie Musik, Drama und Tanz verbindet.
Mit dem Ensemble des Ballett Kiel trat er 2009 auch beim 7. Norddeutschen Tanztreffen in Kiel auf.
Eigene Choreographien entwarf Mantchev im Rahmen der „Phase“-Reihe am Schauspielhaus Kiel. 2006 wurde sein Tanzprojekt Samota uraufgeführt. Weitere eigene Choreographien entwarf Mantchev seit 2007 im Rahmen der Tanz-Veranstaltungsreihe DansArt. In seinen Choreographien arbeitet Mantchev häufig auch mit religiösen Motiven.